# Europese volleyballeague mannen 2019
De Europese Volleyballeague mannen 2019 is de zestiende editie van de Europese Volleyballeague, die bestaat uit 20 Europese volleybalteams . een voorronde wordt gespeeld vanaf 25 mei 2019 tot en met 22 juni 2019. De top 2 van dit toernooi plaatst zich voor de FIVB  Challenger Cup mannen 2019.

## Deelnemende landen
- België
- Letland
- Slowakije
- Turkije

- Kroatië
- Estland
- Spanje
- Nederland

- Wit-Rusland
- Tsjechië
- Finland
- Oekraïne

- Oostenrijk
- Bosnië en Herzegovina
- Griekenland
- Hongarije

- Azerbeidzjan
- Denemarken
- Georgië
- Roemenië

## Groepsfase Gouden Groep
- De drie groepswinnaars en het gastland Estland plaatsen zich voor de final 4.

Puntenverdeling
- bij winst met 3-0 of 3-1 :3 punten voor de winnaar ; 0 punten voor de verliezer
- bij winst met 3-2 : 2 punten voor de winnaar ; 1 punt voor de verliezer

regels voor de opmaak van de rangschikking
- 1) Gewonnen wedstrijden;
- 2) Punten ;
- 3) Sets;
- 4) Set punten;
- 5) Onderling resultaat;

|  | Gekwalificeerd voor de final Four |
|  | Gastland Final four               |
|  | Gedegradeerd naar Zilveren groep. |

### Groep A
|      |           |     | Wedstrijden | Wedstrijden | Sets | Sets | Sets |
| Rank | Team      | Pts | W           | L           | W    | L    |      |
| ---- | --------- | --- | ----------- | ----------- | ---- | ---- | ---- |
| 1    | Turkije   | 18  | 6           | 0           | 18   | 2    |      |
| 2    | Letland   | 10  | 3           | 3           | 11   | 12   |      |
| 3    | Slowakije | 3   | 2           | 4           | 9    | 15   |      |
| 4    | België    | 2   | 1           | 5           | 8    | 17   |      |

| data       | Team 1    | Uitslag | Team 2    |
| ---------- | --------- | ------- | --------- |
| 26-05-2019 | Turkije   | 3-0     | Letland   |
| 26-05-2019 | België    | 3-2     | Slowakije |
| 29-05-2019 | Letland   | 2-3     | Slowakije |
| 29-05-2019 | België    | 1-3     | Turkije   |
| 01-06-2019 | Slowakije | 0-3     | Turkije   |
| 01-06-2019 | Letland   | 3-1     | België    |
| 08-06-2019 | Turkije   | 3-0     | Slowakije |
| 08-06-2019 | België    | 1-3     | Letland   |
| 12-06-2019 | Slowakije | 1-3     | Letland   |
| 12-06-2019 | Turkije   | 3-1     | België    |
| 15-06-2019 | Slowakije | 3-1     | België    |
| 16-06-2019 | Letland   | 0-3     | Turkije   |

### Groep B
|      |           |     | Wedstrijden | Wedstrijden | Sets | Sets | Sets |
| Rank | Team      | Pts | W           | L           | W    | L    |      |
| ---- | --------- | --- | ----------- | ----------- | ---- | ---- | ---- |
| 1    | Nederland | 10  | 4           | 2           | 13   | 10   |      |
| 2    | Spanje    | 11  | 3           | 3           | 14   | 10   |      |
| 3    | Kroatië   | 11  | 3           | 3           | 13   | 11   |      |
| 4    | Estland   | 4   | 2           | 4           | 8    | 16   |      |

| data       | Team 1    | Uitslag | Team 2    |
| ---------- | --------- | ------- | --------- |
| 25-05-2019 | Spanje    | 3-1     | Estland   |
| 25-05-2019 | Nederland | 3-2     | Kroatië   |
| 29-05-2019 | Spanje    | 2-3     | Nederland |
| 29-05-2019 | Kroatië   | 3-1     | Estland   |
| 01-06-2019 | Kroatië   | 0-3     | Spanje    |
| 02-06-2019 | Estland   | 3-2     | Nederland |
| 08-06-2019 | Estland   | 3-2     | Kroatië   |
| 09-06-2019 | Nederland | 3-2     | Spanje    |
| 12-06-2019 | Spanje    | 1-3     | Kroatië   |
| 12-06-2019 | Nederland | 3-0     | Estland   |
| 15-06-2019 | Estland   | 0-3     | Spanje    |
| 15-06-2019 | Kroatië   | 3-0     | Nederland |

### Groep C
|      |             |     | Wedstrijden | Wedstrijden | Sets | Sets | Sets |
| Rank | Team        | Pts | W           | L           | W    | L    |      |
| ---- | ----------- | --- | ----------- | ----------- | ---- | ---- | ---- |
| 1    | Wit-Rusland | 13  | 4           | 2           | 15   | 8    |      |
| 2    | Oekraïne    | 12  | 4           | 2           | 15   | 9    |      |
| 3    | Tsjechië    | 10  | 4           | 2           | 13   | 12   |      |
| 4    | Finland     | 0   | 0           | 6           | 4    | 18   |      |

| data       | Team 1      | Uitslag | Team 2      |
| ---------- | ----------- | ------- | ----------- |
| 25-05-2019 | Finland     | 1-3     | Oekraïne    |
| 26-05-2019 | Wit-Rusland | 3-1     | Tsjechië    |
| 29-05-2019 | Tsjechië    | 3-2     | Oekraïne    |
| 29-05-2019 | Wit-Rusland | 3-0     | Finland     |
| 01-06-2019 | Wit-Rusland | 3-1     | Oekraïne    |
| 01-06-2019 | Tsjechië    | 3-1     | Finland     |
| 08-06-2019 | Tsjechië    | 3-1     | Wit-Rusland |
| 08-06-2019 | Oekraïne    | 3-0     | Finland     |
| 12-06-2019 | Finland     | 0-3     | Wit-Rusland |
| 12-06-2019 | Oekraïne    | 3-0     | Tsjechië    |
| 15-06-2019 | Finland     | 3-2     | Tsjechië    |
| 15-06-2019 | Oekraïne    | 2-3     | Wit-Rusland |

## Final Four
Gekwalificeerde landen
- Estland (Gastland)
- Turkije (Winnaar Groep A)
- Nederland (Winnaar Groep B)
- Wit-Rusland (Winnaar Groep C)

- speeldata: 21 en 22 juni 2019

### Halve finale
- finalisten naar FIVB Challenger Cup mannen 2019.

| Team 1    | Res. | Team 2      |
| --------- | ---- | ----------- |
| Nederland | 1-3  | Wit-Rusland |
| Estland   | 1-3  | Turkije     |

### Wedstrijd om 3e/4e plaats
| Team 1  | Res. | Team 2    |
| ------- | ---- | --------- |
| Estland | 0-3  | Nederland |

### Finale
| Team 1      | Res. | Team 2  |
| ----------- | ---- | ------- |
| Wit-Rusland | 0-3  | Turkije |

## Groepsfase Zilveren groep
- De twee groepswinnaars plaatsen zich voor de finale.

Puntenverdeling
- bij winst met 3-0 of 3-1 :3 punten voor de winnaar ; 0 punten voor de verliezer
- bij winst met 3-2 : 2 punten voor de winnaar ; 1 punt voor de verliezer

|  | Gekwalificeerd voor de finale |

### Groep A
|      |                       |     | Wedstrijden | Wedstrijden | Sets | Sets | Sets |
| Rank | Team                  | Pts | W           | L           | W    | L    |      |
| ---- | --------------------- | --- | ----------- | ----------- | ---- | ---- | ---- |
| 1    | Griekenland           | 12  | 4           | 1           | 13   | 5    |      |
| 2    | Oostenrijk            | 12  | 4           | 1           | 12   | 5    |      |
| 3    | Hongarije             | 3   | 1           | 4           | 7    | 13   |      |
| 4    | Bosnië en Herzegovina | 3   | 1           | 4           | 4    | 13   |      |

### Groep B
|      |              |     | Wedstrijden | Wedstrijden | Sets | Sets | Sets |
| Rank | Team         | Pts | W           | L           | W    | L    |      |
| ---- | ------------ | --- | ----------- | ----------- | ---- | ---- | ---- |
| 1    | Roemenië     | 18  | 6           | 0           | 18   | 2    |      |
| 2    | Denemarken   | 12  | 4           | 2           | 12   | 6    |      |
| 3    | Azerbeidzjan | 6   | 2           | 4           | 8    | 13   |      |
| 4    | Georgië      | 0   | 0           | 6           | 1    | 18   |      |

### Finale
| Team 1      | Tot. | Team 2   | 1e wedstr. | 2e wedstr. |
| ----------- | ---- | -------- | ---------- | ---------- |
| Griekenland | 1-5  | Roemenië | 2-3        | 0-3        |